# Adenostoma fasciculatum
Adenostoma fasciculatum, vazdazeleni grm iz porodice ružovki, rasprostranjen u Kaliforniji i poluotoku California. Najrasprostranjenija je biljka chaparrala. Naraste od 90 cm. do 4 metra visine. Listovi su maleni i sjajni, a u sebi imaju ulja koja za toplija vremena mogu postati zapaljiva.
Cvate u proljeće i ljeto.

## Podvrste
- Adenostoma fasciculatum var. obtusifolium S.Watson
- Adenostoma fasciculatum var. prostratum Dunkle

- Opis1
- Opis2